# Валерій Катон
Публій Валерій Катон (I ст. до н. е.) — давньоримський поет та граматик, голова літературної течії неотериків.

## Життєпис
Про місце та дату народження Валерія Катона немає жодних відомостей. Він скоріш за все був галльського походження, ймовірно з Нарбонської та Цізальпійської Галлії. За одними відомостями був вільновідпущеником Бурсана з Галлії, або за іншими вільною людиною, яка за часи диктатури Луція Корнелія Сулли втратила батьківське майно. Навчався у Філокома. У віршах Катон був послідовником давньогрецького поета Евфоріона. Започаткував нову течію неотериків. також займався аналізом творів інших поетів та письменників.
До того наймався як вихователь до заможних громадян.
З доробку Валерія Катона збереглося мало творів. Згадується у творі історика Светонія.

## Твори
- Поема «Лідія»;
- Поема «Діана».
- Книга «Обурення».